# Philadelphia Freedom
Philadelphia Freedom är en låt av Elton John som han skrev tillsammans med Bernie Taupin och som släpptes enbart som singel och nådde första plats på Billboard Hot 100. Låt skrevs till Elton Johns tennispartner Billie Jean King. King var en del av "Philadelphia Freedom".

## Listplaceringar
| Lista (1975)   | Position              |
| -------------- | --------------------- |
| Finland        | 26                    |
| Kanada         | 1 (RPM)               |
| Nya Zeeland    | 2                     |
| Storbritannien | 12                    |
| USA            | 1 (Billboard Hot 100) |
| Västtyskland   | 50                    |